# Édouard d'York
Pour les articles homonymes, voir Édouard Plantagenêt.
Titres
Duc d'York
1er août 1402 – 25 octobre 1415
(13 ans, 2 mois et 24 jours)
Comte de Cambridge
1er août 1402 – 1er mai 1414
(11 ans et 9 mois)
Comte de Rutland
25 février 1390 – 25 octobre 1415
(25 ans et 8 mois)
Édouard d'York (vers 1373 – 25 octobre 1415, Azincourt) est un noble anglais.

## Biographie

### Famille
Il est le fils aîné d'Edmond de Langley, duc d'York, et d'Isabelle de Castille, fille du roi Pierre le Cruel. 
L'appellation « de Norwich » (de Norwik) est probablement une déformation de « d'everwick », c'est-à-dire d'York.

### Règne deRichardII
Édouard est adoubé au couronnement de son cousin Richard II le 16 juillet 1377. En mai 1387, il est admis à l'ordre de la Jarretière. Le 25 février 1390, il reçoit le titre de comte de Rutland. Le 22 mars 1391, il est nommé amiral de la flotte du Nord puis seul amiral en novembre 1391. En 1392, il entre au conseil du roi. Durant la campagne en Irlande de Richard II en 1394-1395, il porte le titre de comte de Cork. 
Dans les années 1390, il est envoyé en tant qu'ambassadeur au Palatinat. Il détient également plusieurs postes privilégiés : il est connétable du château de Douvres, gouverneur des Cinq-Ports, gardien des îles anglo-normandes, connétable de la Tour de Londres, gardien de New Forest, connétable du château de Carisbrooke et gouverneur de l'île de Wight.
Le 12 juillet 1397, à la suite de l'arrestation de Thomas de Woodstock, Édouard est nommé juge afin de préparer le procès des Lords Appellant. Édouard est accusé d'avoir fait assassiner Woodstock à Calais le 9 septembre. Le 28 septembre, il reçoit une partie des terres confisquées aux Lords Appellant. Le titre de duc d'Aumale est créé pour lui le 29 septembre 1397. Le 10 février 1398, il est nommé gardien des Marches. Le 11 août 1398, il reçoit la garde d'Edmond Mortimer, encore mineur.
Le 16 septembre 1398, Aumale préside le duel judiciaire entre Henri Bolingbroke et Thomas de Mowbray, qui se solde par l'exil des deux comtes sur ordre du roi. Le 20 mars 1399, il reçoit plusieurs terres à la mort de son oncle Jean de Gand, à la suite de la confiscation de ses terres par la couronne. Bolingbroke, fils aîné de Gand, est spolié de son héritage. 
En mai 1399, Aumale accompagne Richard lors de son expédition en Irlande. Bolingbroke débarque fin juin à Ravenspurn. Il reçoit le soutien de la plupart des nobles. Le roi rentre en catastrophe au pays de Galles mais peu de ses soldats sont prêts à se battre pour lui. Bien qu'il aît pu s'échapper, Richard entame des négociations avec Bolingbroke. Au même moment, Edmond de Langley, le père d'Aumale, qui avait été nommé régent du royaume par Richard, rallie Bolingbroke. Aumale se rallie finalement à son cousin Bolingbroke début août.

### Règne d'HenriIV
Étant proche de Richard, Édouard n'est pas en faveur après l'usurpation d'Henri IV en septembre 1399. Il perd donc son titre de connétable le 31 août 1399. Il est emprisonné au château de Windsor le 20 octobre et voit son titre de duc d'Aumale confisqué le 3 novembre. Il est cependant rapidement libéré et est confirmé dans ses charges de gouverneur des îles. Le 4 décembre, il entre au conseil d'Henri IV.
Selon certaines sources, il aurait participé à une conspiration contre le roi en décembre 1399, mais il aurait dénoncé ses comparses. Son rôle reste cependant controversé. 
En octobre 1400, le roi nomme Édouard gardien du pays de Galles. Le 5 juillet 1401, il le nomme lieutenant en Aquitaine. En août 1402, Édouard succède à son père en tant que comte de Cambridge et duc d'York. En mai 1403, il est de retour en Angleterre et poursuit sa campagne en Galles contre Owain Glyndwr.
En février 1405, Édouard est accusé d'avoir tenté de libérer Edmond Mortimer pour le compte de Glyndwr et des opposants au roi Henri IV. Il nie au départ les charges mais admet finalement avoir eu connaissance de la conspiration. Il est emprisonné au château de Pevensey mais est finalement libéré en octobre 1405. Il retrouve ses terres le 8 décembre 1405. En novembre 1406, il est à nouveau nommé connétable de la Tour de Londres et poursuit son service militaire en Galles.
Dans le conflit qui oppose Henri IV et son fils aîné Henri de Monmouth à partir de 1410 pour le contrôle du gouvernement, il semble qu'Édouard soit resté fidèle au roi. En août 1412, il accompagne Thomas de Lancastre lors de son expédition militaire en Aquitaine.

### Règne d'HenriVet mort
Édouard retourne brièvement en Angleterre après la mort d'Henri IV en mars 1413. Il part en juin 1413 en France afin de négocier un mariage entre le nouveau roi Henri V et Catherine de Valois, fille de Charles VI de France. Il rentre en Angleterre après l'échec des négociations et prépare activement la future campagne d'Henri V en France.
Quelques jours avant son départ pour la France, en juillet 1415, le roi découvre un complot visant à l'assassiner afin de mettre sur le trône Edmond Mortimer. Le frère cadet d'Édouard, Richard de Conisburgh, est impliqué dans cette conspiration et est exécuté. Édouard n'est pas inquiété et embarque avec Henri V le 11 août. Il participe au siège de Harfleur et combat à la bataille d'Azincourt, le 25 octobre 1415, où il est tué. Alors qu'Henri V allait défendre son frère Humphrey, il est assailli par les Français. Édouard conduit une charge afin de le dégager, ce qui sauve la vie du roi mais lui coûte la sienne.
Le corps d'Édouard est rapatrié en Angleterre où il est enterré à Fotheringay.

## Mariage et descendance
De manière étonnante, avant avril 1398, il épouse Philippa de Mohun (1367 † 1431), qui n'est pas héritière, ne possède pas de terres et n'a eu aucun enfant de ses deux précédents époux.

## Héraldique
Il suit la modernisation de l'écu de France, faite par le roi Charles V de France et adoptée par le roi Henri IV d'Angleterre. Cette modernisation consiste à remplacer le semé de lys par trois fleurs de lys.